# Wieringen
Wieringen és un municipi de la província d'Holanda del Nord, al centre-oest dels Països Baixos. L'1 de gener de 2009 tenia 8.664 habitants repartits per una superfície de 212,50 km² (dels quals 185,63 km² corresponen a aigua). Limita al nord, pel mar, amb Texel i Wûnseradiel, a l'oest amb Anna Paulowna i al sud amb Wieringermeer.

## Centres de població
Dam, De Haukes, De Hoelm, Den Oever, Hippolytushoef, Hollebalg, Noordburen, Oosterklief, Oosterland, Smerp, Stroe, Vatrop, Westerklief i Westerland.

## Ajuntament
El consistori està format per 13 regidors:
- PvdA, 4 regidors
- VVD, 3 regidors
- WR05, 3 regidors
- OW91, 2 regidors
- CDA, 1 regidor